# نوراکورو
نوراکورو (ژاپنی: のらくろ هپبورن: Norakuro) یک مجموعه مانگای ژاپنی است که توسط سوئیهو تاگاوا خلق شده‌است و به‌وسیلهٔ کودانشا از سال ۱۹۳۱ تا ۱۹۸۱ در مجلهٔ شونن کلاب منتشر شده‌است.